# Manoel de Carvalho
Manoel de Carvalho Paes de Andrade (Pernambuco, 21 de dezembro de 1774 — Rio de Janeiro, 18 de junho de 1855) foi um político e revolucionário brasileiro. Foi o principal líder da Confederação do Equador, movimento separatista e republicano ocorrido em 1824.

## Biografia
Filho de Manoel de Carvalho Paes de Andrade e Catharina Eugenia Ferreira Maciel Govim, Manoel de Carvalho Paes de Andrade nasceu em Pernambuco no dia 21 de dezembro de 1774. Seu pai pertencia à casa dos Paes de Mangualde (Portugal) que foi para Pernambuco com o Governador José Cezar de Menezes, na qualidade de secretário de governo. E sua mãe, filha do sargento-mor Braz Ferreira Maciel e Catharina Bernarda de Oliveira Gouvin e neta do general João de Oliveira Gouvin, era de família oriunda da Holanda.
Foi mandado para Lisboa na instância de seu seu tio paterno o ouvidor José Januário de Carvalho Paes de Andrade parar concluir seus estudos, porém, refugiou-se na Ilha da Madeira em função da invasão de Portugal por tropas de Napoleão Bonaparte. Em Pernambuco, entrou para as sociedades secretas maçônicas-republicanas.
Participou da Revolução Pernambucana de 1817 e se refugiou, depois de seu malogro, nos Estados Unidos da América. De volta ao Brasil, ocupou o cargo de Intendente da Marinha.
Em 13 de dezembro de 1823, após a renúncia de Francisco Pais Barreto, foi eleito provisoriamente presidente da província de Pernambuco. Em 8 de janeiro de 1824 foi confirmado como presidente pelos eleitores pernambucanos, contra as ordens do governo imperial, que havia indicado Francisco Pais Barreto para a presidência.
Apoiado por Frei Caneca, proclamou em 2 de julho de 1824 a Confederação do Equador, movimento autonomista que questionava o excessivo autoritarismo e centralismo político do Imperador D. Pedro I (1822 - 1831). Derrotada a confederação, refugiou-se na fragata inglesa "Tweed" e seguiu para Londres, onde ficou no exílio até 1831.
Presidiu novamente a província em 1834 e foi deputado geral e senador do Império do Brasil de 1831 a 1855.
Também foi coronel da Legião da Guarda Nacional.